# Kelâat Es-Sraghna (stad)
Kelâat Es-Sraghna is een stad in Marokko en is de hoofdplaats van de provincie Kelâat Es-Sraghna.
In 2004 telde Kelâat Es-Sraghna 68.694 inwoners.